# Carpinus
Carpinus is een geslacht van betrekkelijk kleine bomen uit de berkenfamilie (Betulaceae). Sommige botanici geven er de voorkeur aan om het geslacht samen met Corylus en Ostrya in de afzonderlijke hazelaarfamilie (Corylaceae) onder te brengen. Zelden ook in de familie Carpinaceae.

## Beschrijving
De bomen zijn bladverliezend. De bladeren zijn afwisselend geplaatst, hebben een getande rand, en zijn 3–10 cm lang. De bloemen zijn door de wind bestoven katjes, die in het voorjaar verschijnen. De mannelijke en vrouwelijke bloemen komen aan verschillende katjes voor, maar wel aan eenzelfde boom.
De vruchten hebben de vorm van een klein nootje van 3–6 mm lang. De asymmetrische vorm van de zaadjes zorgt voor een ronddraaiend effect wanneer ze vallen. Dit zorgt bij wind voor een grotere verspreiding. De vorm van de vleugeltjes is belangrijk bij de identificatie.

## Verspreiding
De dertig tot veertig soorten zijn verspreid over de gematigde zones van het noordelijk halfrond. De meeste soorten komen voor in Oost-Azië, vooral in China. Slechts twee soorten zijn inheems in Europa, en een in Noord-Amerika.

## Ecologie
Ze worden gebruikt als voedselplant door de larven van verschillende insecten, waaronder de larven van een aantal Lepidoptera-soorten zoals de novemberspanner (Epirrita autumnata), kleine zomervlinder (Hemithea aestivaria), gepluimde spanner (Colotois pennaria), schijn-piramidevlinder (Amphipyra berbera) en kleine wintervlinder (Operophtera brumata) en de bladmineerders Coleophora currucipennella en Coleophora ostryae, waargenomen op de Europese haagbeuk).

## Soorten

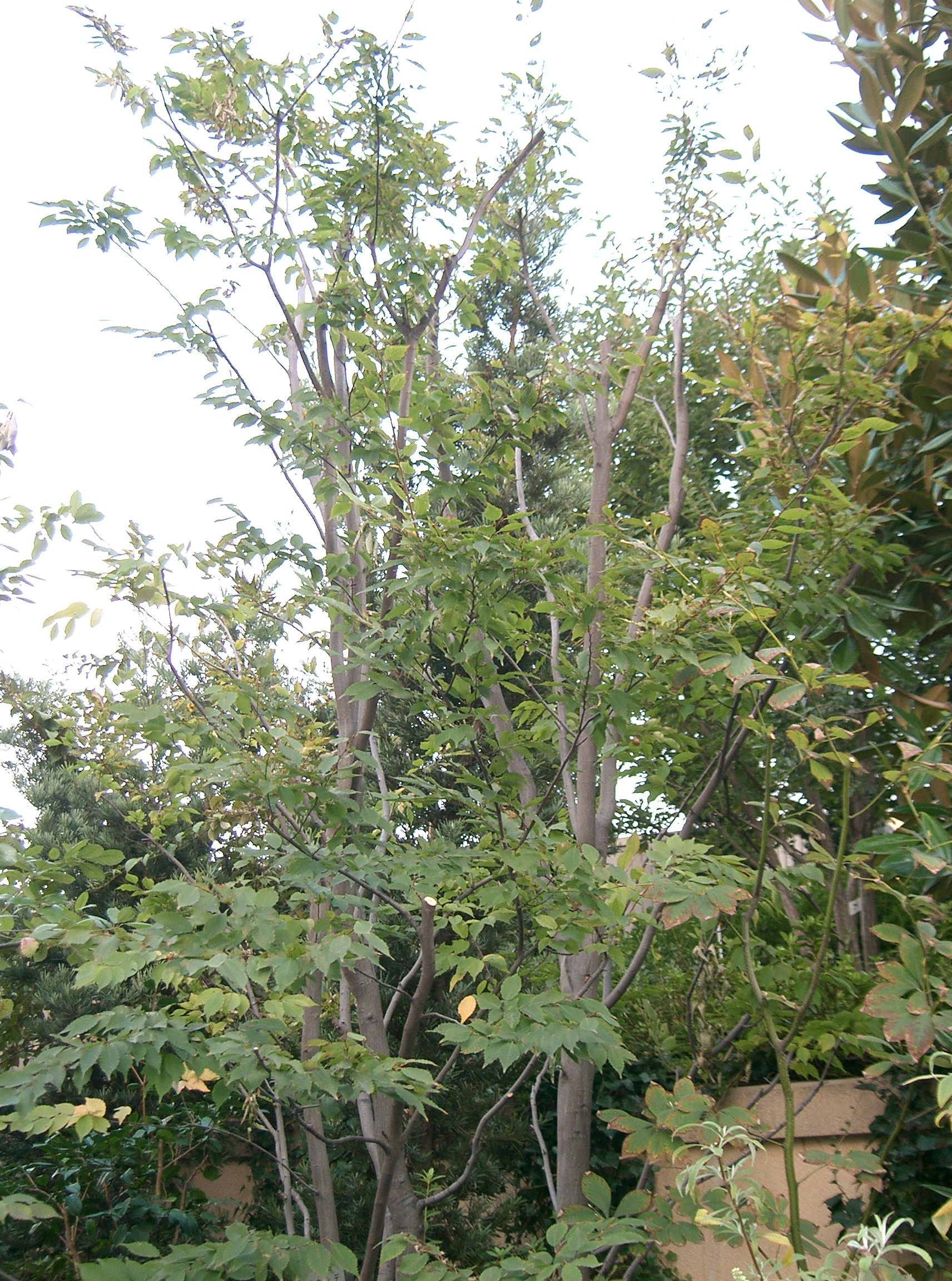
Carpinus laxiflora

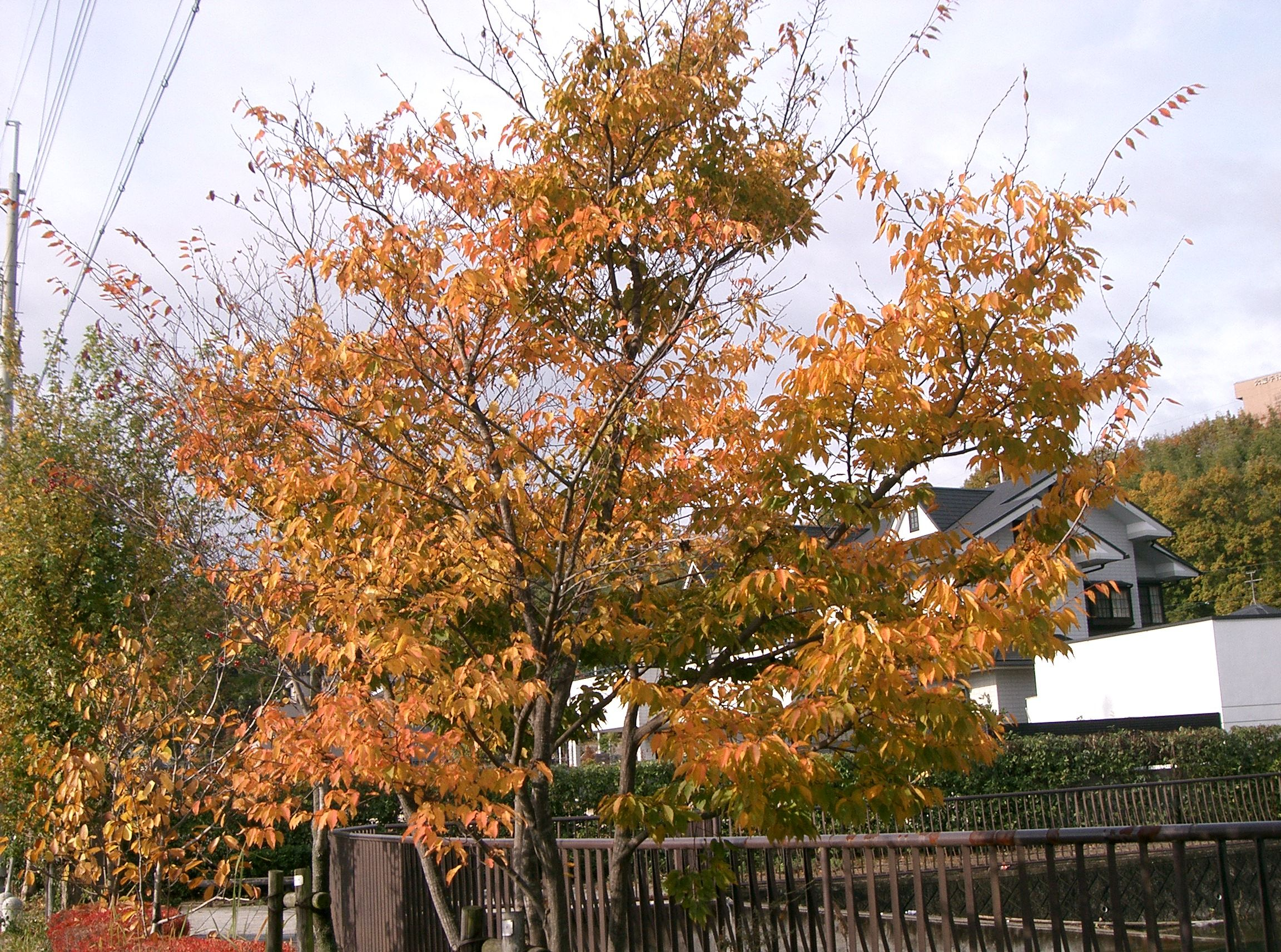
Carpinus tschonoskii

- De haagbeuk (Carpinus betulus), is een kleine tot middelgrote boom, typisch zo'n 10-20 meter hoog met uitschieters tot 30 meter. Hij komt in heel Europa in het wild voor met uitzondering van grote delen van Scandinavië en het noorden van Groot-Brittannië. De bladeren worden 5–9 cm lang, de zaadjes hebben een 3–4 cm lange, drielippige schutblad.
- De oosterse haagbeuk (Carpinus orientalis) komt in Zuidoost-Europa en Zuidwest-Azië voor. Men kan hem gewoonlijk aantreffen op hete, droge plaatsen en op lagere hoogten dan Carpinus betulus. De boom is kleiner; hij meet zelden meer dan 10 meter en blijft vaak zelfs struikachtig. Hij heeft ook kleinere bladeren, 3–5 cm lang. De zaden hebben ook een enkelvoudige schutblad, dus niet drielippig, die ongeveer 2 cm lang wordt.
- Carpinus japonica heeft evenals de oosterse haagbeuk een enkelvoudige zaadschutblad, maar verschilt hiervan door haar 8–10 cm lange bladeren.
- De Noord-Amerikaanse soort Carpinus caroliniana lijkt op Carpinus betulus in bladvorm en afmeting. Ook het zaadschutblad is drielippig, maar minder diep ingesneden dan bij haar Europese soortgenoot.
- Hartbladige haagbeuk (Carpinus cordata)
- Carpinus fargesii
- Carpinus laxiflora
- Carpinus tschonoskii
- Carpinus turczaninowii

## Gebruik
Het hout van de haagbeuk is erg hard, maar wordt niet veel gebruikt omdat het moeilijk te bewerken is. Het wordt wel gebruikt voor handvatten van gereedschap en andere toepassingen waar een taaie, harde houtsoort vereist is, zoals bij de staven in de schijflopen van windmolens.
De Engelse naam voor dit geslacht, "hornbeam", is afgeleid van de hardheid van het hout, via horn = hoorn en het Oudengelse beam = boom.